# Русенская область
Ру́сенская о́бласть (болг. Област Русе) — область в Северно-Центральном регионе Болгарии.
Административный центр — город Русе.
Площадь территории, занимаемой областью, 2791 км².

## Население
Население области на 2011 года — 235 252 человек.
| Этнические группы (2011) | Этнические группы (2011) | Этнические группы (2011) | Этнические группы (2011) | Этнические группы (2011) |
| Этническая группа        |                          |                          | Процент                  |                          |
| ------------------------ | ------------------------ | ------------------------ | ------------------------ | ------------------------ |
| Болгары                  |                          |                          | 81.4 %                   |                          |
| Турки                    |                          |                          | 13.2 %                   |                          |
| Цыгане                   |                          |                          | 4.0 %                    |                          |
| Другие                   |                          |                          | 1.4 %                    |                          |

В области кроме города Русе, в котором проживают 168 048 жителей, есть ещё восемь городов — Борово (2546 жителей), Бяла (9841 житель), Ветово (5093 жителя), Глоджево (3814 жителей), Сеново (1593 жителя), Две-Могили (4520 жителей), Мартен (3813 жителей) и Сливо-Поле (3427 жителей). Также на территории Русенской области расположены 74 села (см. сёла Русенской области).

## Административное деление

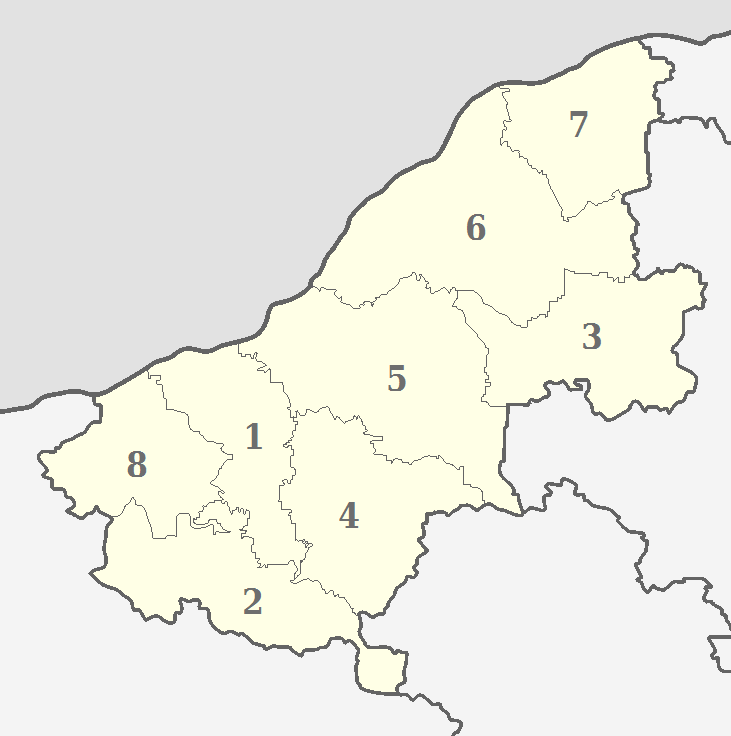
Общины Русенской области

Административно область делится на восемь общин:
1. Борово (7193 человек[5]),
2. Бяла (16 064 человека[5]),
3. Ветово (15 767 человек[5]),
4. Две-Могили (10 784 человека[5]),
5. Иваново (10 685 человек[5]),
6. Русе (185 449 человек[5]),
7. Сливо-Поле (12 436 человек[5]) и,
8. Ценово (6683 человека[5]).